# Oswald Kohut
Oswald Kohut (geboren am 9. August 1877 in Düsseldorf; gestorben am 25. Oktober 1951 in Berlin) war ein deutscher Journalist, Verleger und Schriftsteller. Seine Pseudonyme waren Franz Conring und Dr. Otto Hollmann.

## Leben
Oswald Kohut wurde als Sohn von Adolph Kohut und seiner Ehefrau Elisabeth Kohut-Mannstein geboren. Er studierte Literaturwissenschaften und Kunstgeschichte in Rostock, Bonn und Berlin. Nach dem Studium war er 1897 Redakteur des Potsdamer Intelligenz-Blatt. Amtliches Publikations-Organ der Behörden für Potsdam und die umliegenden Amtsbezirke, dann beim Berliner Lokal-Anzeiger und bei dem Berliner Tageblatt. Von 1899 bis 1921 war er Chefredakteur und Besitzer der Zeitung Grunewald-Echo. Von 1904 bis 1918 war er Redakteur der Zeitung Die höfische und herrschaftliche Küche. Zeitschrift für die Interessen hoher und höchster Herrschaften sowie deren Beamte und Angestellte in allen technischen und administrativen Angelegenheiten der Küche. und von 1918 bis 1921 der Zeitung Die herrschaftliche Küche. Kulinarische Blätter. Zeitschrift für alle Gebiete der vornehmen Gastlichkeit. In Berlin wurde er Mitglied der Freimaurerloge Victoria.
Das Reichsschriftleitergesetz vom 4. Oktober 1933 bestimmte in § 5 „Schriftleiter kann nur sein“: Absatz 3, wer „arischer Abstammung ist und nicht mit einer Person von nicht arischer Abstammung verheiratet ist“. Damit erhielt er Berufsverbot. 1936 wurde die Firma zwangsweise gelöscht. 1943, im letzten Adressbuch vor Ende des Krieges, wohnte er in Berlin-Schöneberg, Grunewaldstraße 55.
Sein Sohn war Oswald Adolph Kohut.

## Werke

Das deutsche Militär in der Karikatur (Bucheinband)

- Hrsg.: Adreßbuch der westlichen Berliner Vororte. Grunewald, Halensee-Wilmersdorf, Schmargendorf, Dahlem, Schlachtensee, Nikolassee, Wannsee und Grunewald-Forst. 2 Bände. Grunewald-Echo, Grunewald 1904–1905.
- Franz Conring:[9] Das deutsche Militär in der Karikatur. Mit 480 Textillustrationen und 72 Beilagen nach seltenen und amüsanten Karikaturen aller Länder und Zeiten. Hermann Schmidts Verlag, Stuttgart 1907; Textarchiv – Internet Archive.
- Ein Jahrhundert deutsches Dichten und Denken. 4 Bände. 1921.[10]
- Grunewald-Echo. Jubiläums-Nummer 1899–1924. Grunewald-Echo, Berlin-Grunewald 1924.
- Buchhändlers Mußestunden. Enk-Verlag, Berlin-Tempelhof 1924.
- 30 Jahre Grunewald-Echo. Jubiläums-Nummer [Jubiläums-Festschrift zum 30-jährigen Bestehen. Dezember 1899 – Dezember 1929]. Kende, Berlin-Grunewald 1929.